# بیمارستان امام حسین (کرمانشاه)
بیمارستان امام حسین بیمارستانی است در شهر کرمانشاه که در محوطهٔ بوستان غربی طاق‌بستان قرار دارد. این بیمارستان به سپاه پاسداران انقلاب اسلامی وابسته است.

## بخش‌های بستری
درمانگاه ارتوپدی، درمانگاه اطفال، درمانگاه جراحی عمومی، درمانگاه جراحی مغز و اعصاب، درمانگاه داخلی، درمانگاه داخلی اعصاب (نورولوژی)، درمانگاه دندان‌پزشکی، درمانگاه زنان و زایمان، درمانگاه فیزیوتراپی، پزشک عمومی، درمانگاه اورولوژی، درمانگاه چشم، درمانگاه ENT، روان‌پزشکی، درمانگاه قلب، درمانگاه عفونی، شنوایی‌سنجی - بینایی‌سنجی، درمانگاه دیابت، روانکاوی، تغذیه

## بخش‌های کلینیکی
ICU جنرال، NICU، اطفال، جراحی زنان و زایمان، جراحی عمومی، ارولوژی، جراحی مغز و اعصاب، داخلی، داخلی اعصاب (نورولوژی)، چشم، ENT، ارتوپدی، پست پارتوم، نوزادان، اورژانس پشتیبان، CCU ،POST CCU ،LDR، اورژانس بستری

## بخش‌چای پاراکلینیکی
ICU جنرال، NICU، اطفال، جراحی زنان و زایمان، جراحی عمومی، ارولوژی، جراحی مغز و اعصاب، داخلی، داخلی اعصاب (نورولوژی)، چشم، ENT، ارتوپدی، پست پارتوم، نوزادان، اورژانس پشتیبان، CCU ،POST CCU ،LDR، اورژانس بستری

## بخش‌های ستاره‌دار
اتاق عمل، مراجعین کل اورژانس، اورژانس سرپایی، اتاق عمل اورژانس، ریکاوری